# Urophora formosa
Urophora formosa är en tvåvingeart som först beskrevs av Daniel William Coquillett 1894.  Urophora formosa ingår i släktet Urophora och familjen borrflugor. Inga underarter finns listade i Catalogue of Life.